# Nätihagsgrynnan
Nätihagsgrynnan är en ö i Finland. Den ligger i Bottenhavet och i kommunen Kaskö i den ekonomiska regionen  Sydösterbotten i landskapet Österbotten, i den västra delen av landet. Ön ligger omkring 85 kilometer söder om Vasa och omkring 310 kilometer nordväst om Helsingfors.
Öns area är 0,3 hektar och dess största längd är 140 meter i nord-sydlig riktning.